# Sierra de la Almenara, Moreras y Cabo Cope

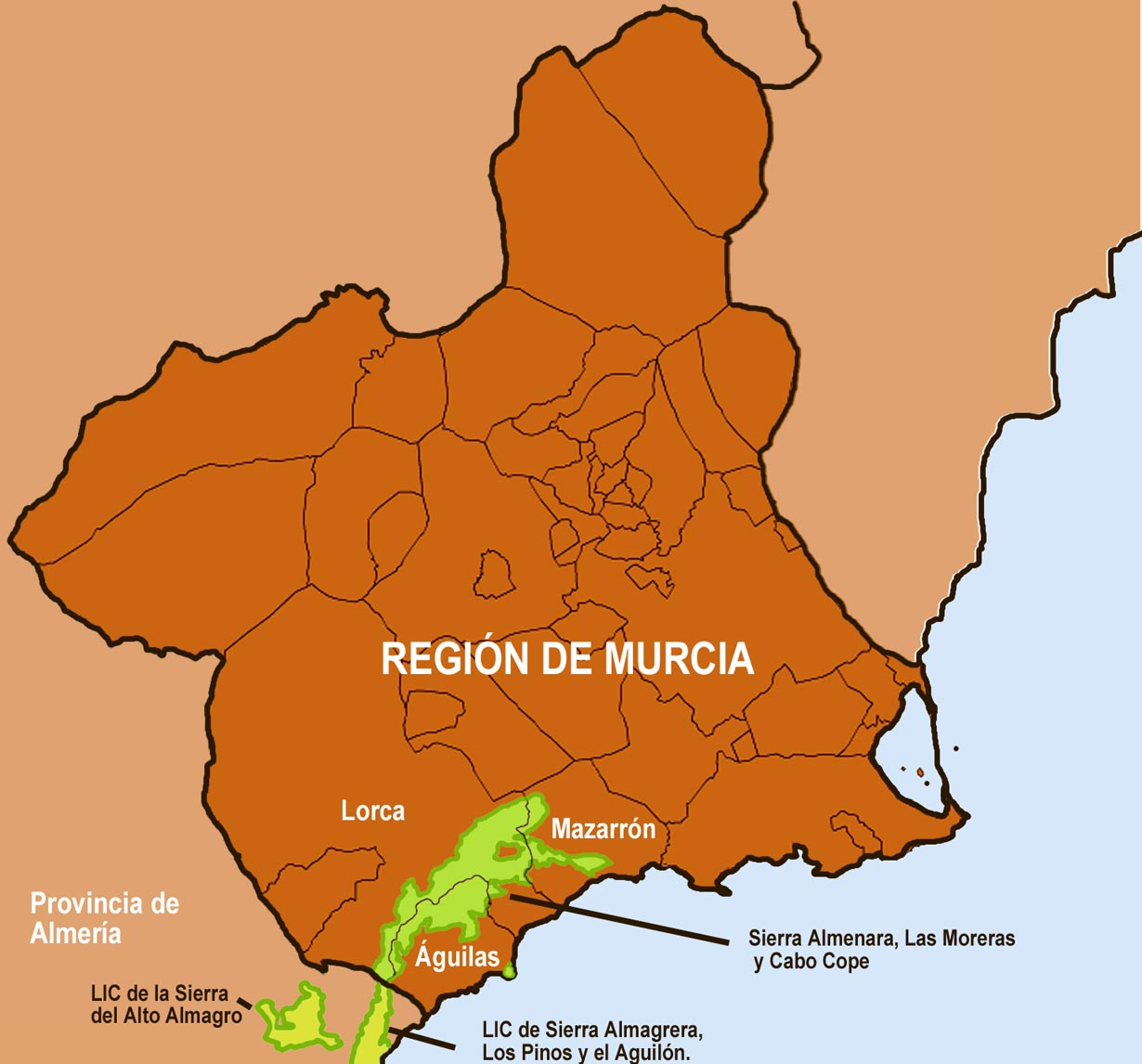
Localización del espacio protegido como LIC.

La Sierra de la Almenara, Moreras y Cabo Cope es un espacio protegido de la Región de Murcia, con las figuras de zona de especial protección a las aves (ZEPA) y lugar de interés comunitario (LIC).

## Características generales
Este sistema de sierras que llega hasta el mar es una zona de especial protección de aves (ZEPA). Se extiende por los municipios de Águilas, Lorca y Mazarrón, conformando un sistema montañoso litoral. También está declarado como lugar de importancia comunitaria (LIC).

### Sierra de Almenara
La sierra de Almenara, situada entre los municipios de Águilas y Lorca,  dispone del pico más alto: el Pico de Talayón con 879 metros de altura. 

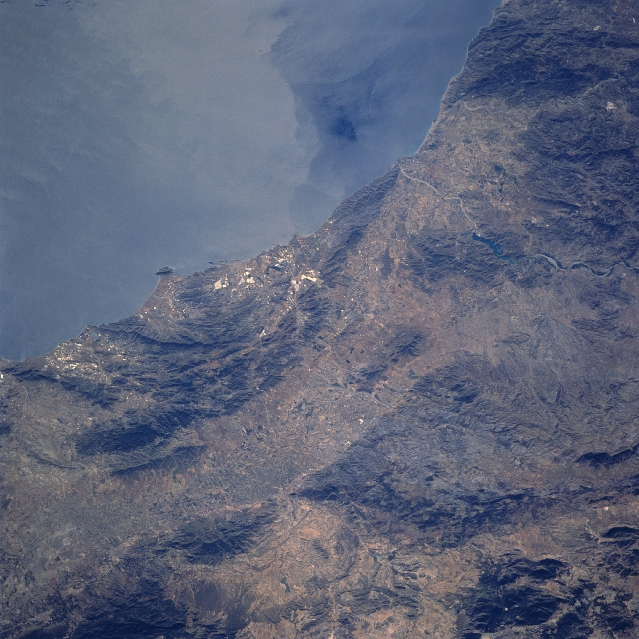
Sierra de Almenara en Lorca

### Sierra de Moreras
La sierra de las Moreras es un paisaje protegido, situado en las inmediaciones de Mazarrón y destaca por disponer de bastantes hábitats protegidos. Aunque no presenta mucha altitud ya que el Morrón Blanco con 492 metros es su mayor altura, hace que en las proximidades del mar se puedan encontrar acantilados con sus calas. En Bolnuevo se puede encontrar un monte erosionado característico.

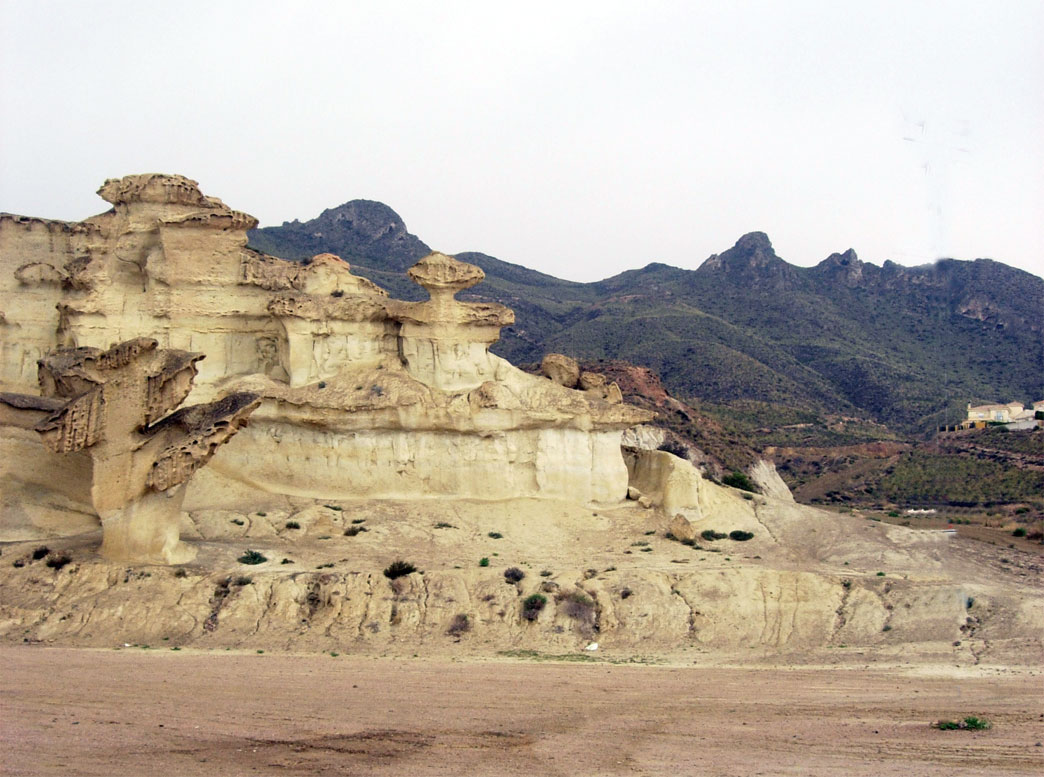
Erosiones en Bolnuevo y sierra de las Moreras.

Su vegetación dispone de matorrales, palmitares y cornicales. Entre la fauna destacan la tortuga mora, halcón peregrino, búho real y el águila perdicera, y, en la Charca de las Moreras' la malvasía cabeciblanca, así como Cerceta pardilla y el calamón. 
En 2011 está prevista la reintroducción de la cabra montesa (Capra pyrenaica hispanica) extinguida de la zona hace décadas con ejemplares procedentes de Sierra Nevada.

### Cabo Cope y Puntas de Calnegre
Cabo Cope y Puntas de Calnegre es un parque regional desde 1992, siendo Águilas la localidad más cercana.
Se caracteriza porque una serie de acantilados y calas conforman su costa a lo largo de 17 km. Entre la fauna destaca la Tortuga mora, pero también se pueden encontrar ejemplares de Sapo corredor o de Eslizón ibérico. Existen numerosos elementos del patrimonio natural botánico.